# Catualium
Catualium ist der Name einer römischen Siedlung mit militärischer Präsenz auf dem Gebiet von Heel, einer Ortschaft der Gemeinde Maasgouw in der niederländischen Provinz Limburg. Möglicherweise war es ein Militärlager oder der zu einem solchen gehörende Vicus.

## Etymologie, Quellen und Lage
Catualium ist die keltisierte Form eines germanischen Ortsnamens, bestehend aus den Wortbestandteilen haþu- (Kampf) und walla- (tüchtig). Der germanische Name hat sich im Laufe der Jahrhunderte von Catualium über Hathualium, Hethelium, Hethele und Hedele bis zu Heel verändert. 

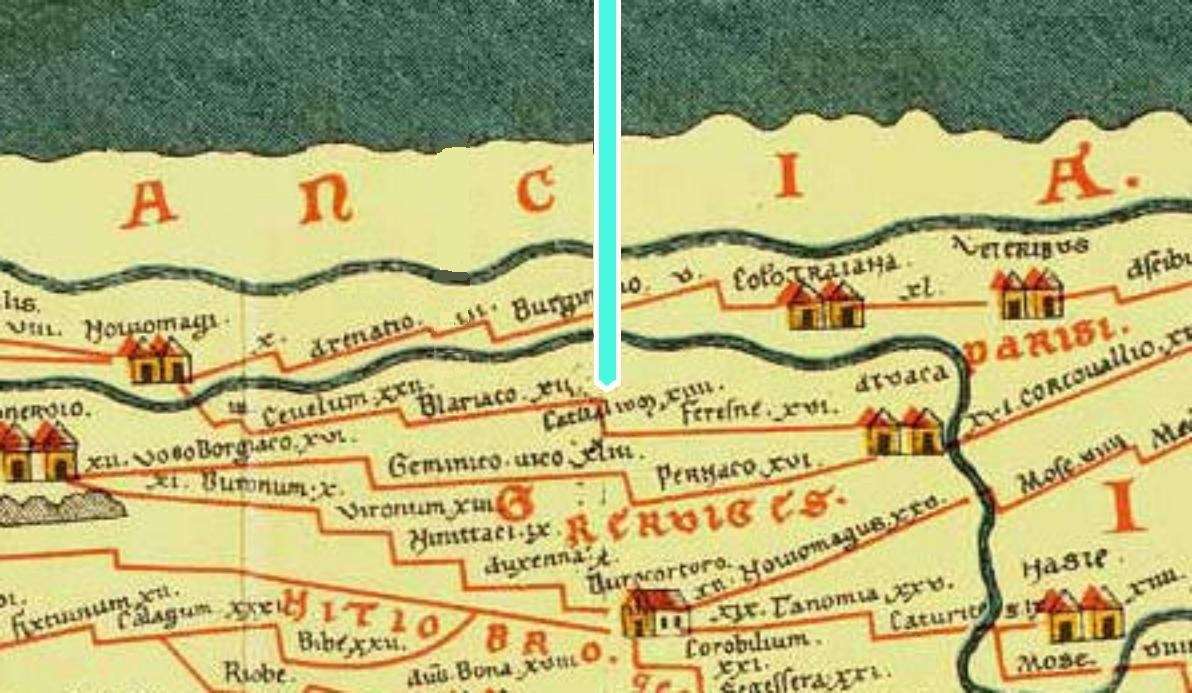
Catualium auf der Tabula Peutingeriana

Catualium findet sich auf der ursprünglich aus dem dritten Jahrhundert stammenden Tabula Peutingeriana verzeichnet. Die Tabula Peutingeriana zeigt die Situation im frühen dritten Jahrhundert unserer Zeitrechnung, als es eine Straßenverbindung gab, die von Noviomagus Batavorum, der Hauptstadt der Civitas der Bataver, nach Aduatuca Tungrorum, dem Hauptort der Civitas der Tungerer, führte. Diese Straße folgte dem Verlauf der Maas. Catualium war einer der Haltepunkte entlang dieser Straße, in einer Entfernung von 14 Leugen (rund 31 km) von Blariacum (Venlo-Blerick) und 16 Leugen (rund 35 km) von Feresne (Dilsen) entfernt.
Eine bronzene Inschriftentafel, die bei den Ausgrabungen der Villa Valkenburg-Ravensbosch, auch bekannt als Villa Valkenburg-Vogelenzang (Provinz Limburg), gefunden wurde, erwähnt den Ädilen Titus Tertinius aus der Colonia Ulpia Traiana als Gönner des Pagus Catual... Daraus wird geschlossen, dass der pagus Catual... zur Civitas der Cugerner gehörte, deren Hauptstadt die Colonia Ulpia Traiana war. Die Bewohner des pagus gehörten zum Klientenkreis des Titus Tertinius. Der Ort Catualium der Peutinger-Karte wird mit diesem Catual... gleichgesetzt als Hauptort des pagus Catual...
Catualium wurde in einer Übergangszone vom Flusstal zu höher gelegenen, fruchtbaren Böden gegründet. Die Landschaft war geprägt von sandigen Böden, die sich mit sumpfigen Mooren abwechselten. Im heutigen Siedlungsbild liegt der Ort im Bereich rund um die Stefanuskerk sowie auf dem Gelände der Stichting St. Anna (Stiftung St. Anna, Panheelderweg 3). Ein Gräberfeld wurde westlich davon, zwischen Panheelderweg und Heerbaan entdeckt.

## Forschungsgeschichte und archäologische Befunde
Die älteste bekannte Erwähnung römischer Funde in Heel geht auf das Jahr 1640 zurück. In diesem Jahr erwähnte der Lütticher Herold Van den Berch die weiße Marmorstatue einer Frau in der Nähe des Friedhofs, die noch teilweise aus dem Boden geragt habe. Dieselbe Statue wurde 1719 noch einmal erwähnt. Die archäologischen Forschungen in Heel begannen mit den Untersuchungen des Pastors und Archivars Jozef Habets, veröffentlicht 1881. Habets erwähnt einen regen Handel mit römischen Münzen, die von den  Bauern aus dem Erdreich gepflügt oder ausgegraben und an Amateur-Numismatiker verkauft worden seien. Ferner berichtet er von römischem Mauerwerk, das beim Aushub von Gräbern auf dem Friedhofsgelände entdeckt worden sei, sowie von zwei römischen Steinen, von denen einer möglicherweise Teil einer Jupiter-Gigantensäule gewesen sein könnte. Im Laufe des 20. Jahrhunderts verdichteten sich durch immer wieder gemachte Einzelfunde die Hinweise auf eine größere römische Ansiedlung. Ihren vorläufigen Höhepunkt fand diese Entwicklung mit der Entdeckung eines Gräberfelds bei Untersuchungen im Jahr 2010. Die Funde aus Catualium lassen sich insgesamt auf das erste bis vierte Jahrhundert datieren, wobei sie einen Häufigkeitsschwerpunkt in der Zeit zwischen 200 und 400 bilden.